# Labor, Konstruktionsbüro und Versuchswerk Oberspree
Das Labor, Konstruktionsbüro und Versuchswerk Oberspree (LKVO) wurde am 6. Juli 1945 im Berliner Bezirk Köpenick vom Beauftragten der 7. Hauptverwaltung Moskau gegründet, mit dem Ziel, deutsches Rüstungs-Know-how zu sammeln und für die Sowjetunion nutzbar zu machen. Es bestand bis Mai 1946 und wurde dann als Oberspreewerk (OSW) fortgeführt. 1950 erhielt das Werk den Namen Werk für Fernmeldewesen und ab 1960 Werk für Fernsehelektronik. Bis Ende April 1952 blieb es in sowjetischem Besitz, dann gab die Sowjetunion ihre Sowjetischen Aktiengesellschaften (SAG) der DDR zurück und der Betrieb wurde in einen volkseigenen Betrieb (VEB) umgewandelt.

## Gründung des LKVO

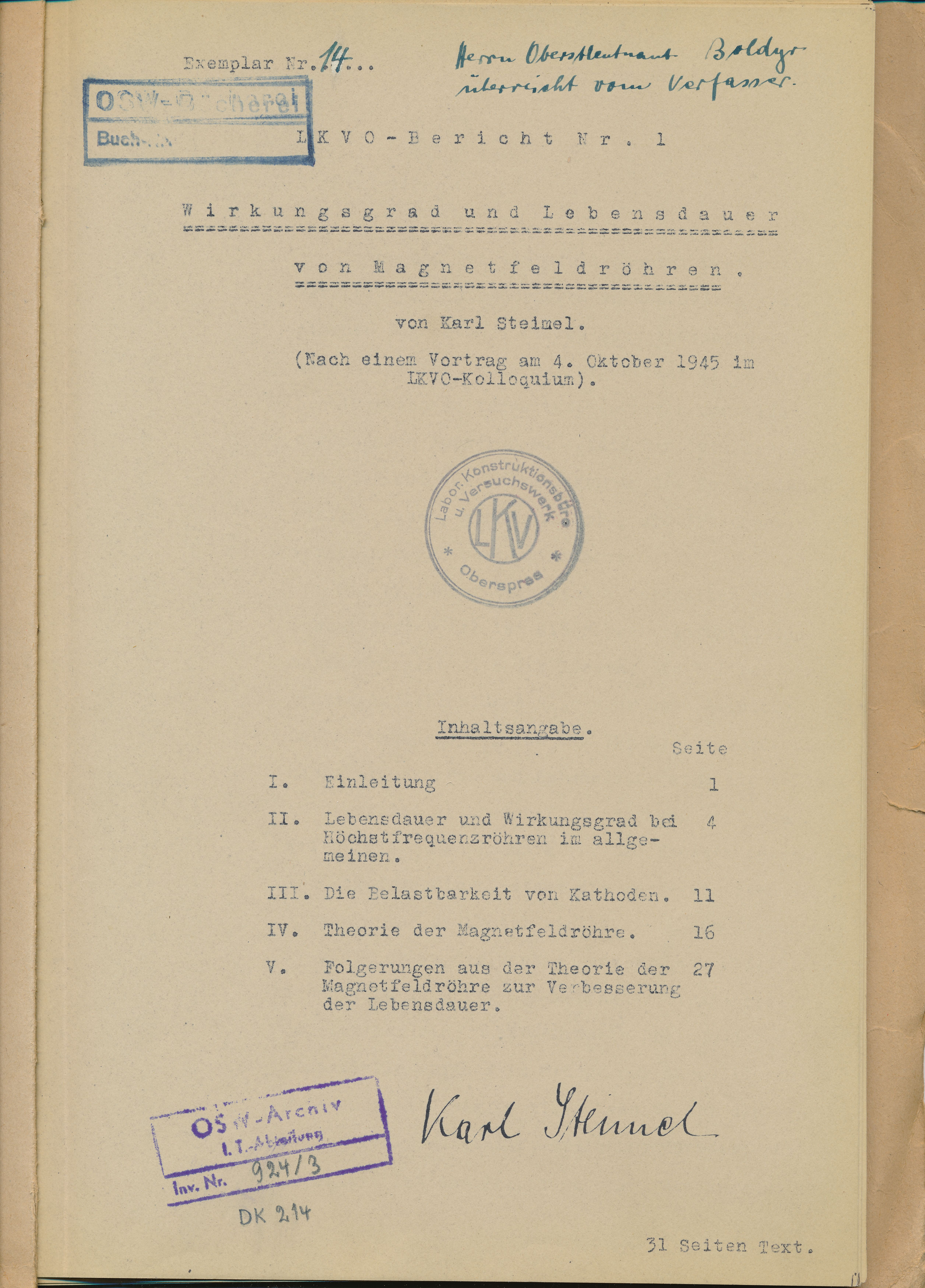
Titelseite des LKVO-Berichts Nr. 1 vom Oktober 1945 über Wirkungsgrad und Lebensdauer von Magnetfeldröhren mit handschriftlicher Widmung des Autors an Oberstleutnant Boldyr, den sowjetischen Leiter der Abteilung Röhrentechnik

Gleich nach der Kapitulation der Wehrmacht schickte die UdSSR Expertenteams in ihre Besatzungszone, die in Fabriken, vor allem in für die Rüstung wichtigen Betrieben, nach Anlagen, Maschinen, Unterlagen und Fachleuten suchen sollten, die für die technische Weiterentwicklung der Sowjetunion von Interesse waren. In etlichen der alten Rüstungsbetriebe wurden Labor, Konstruktionsbüro und Versuchswerke oder Wissenschaftlich-Technische Büros (WTB) eingerichtet, in denen deutsche Spezialisten (Physiker, Chemiker, Ingenieure usw.) beschäftigt wurden und für die Sowjetunion arbeiteten.
Für das Abschöpfen des Know-hows im Bereich der Elektrotechnik war die sogenannte Schokin-Kommission unter Leitung von Alexander Iwanowitsch Schokin (1909–1988) zuständig, der später Minister für elektronische Industrie in der UdSSR wurde. Die Kommission hatte ihren Sitz in einer Villa im Ortsteil Hirschgarten in dem im sowjetischen Sektor liegenden Berliner Bezirk Köpenick. Die Aufgabe der Kommission war es, sofort nach Kriegsende in der sowjetischen Besatzungszone – und in ganz Berlin – Firmen und Institute nach Erzeugnissen, Entwicklungsarbeiten, Konstruktionsunterlagen und Materialien zu durchsuchen, die für den militärisch-industriellen Komplex der Sowjetunion von Interesse waren. Ergiebige Fundgruben waren die in Berlin konzentrierten Elektrofirmen Telefunken, Lorenz, AEG, Siemens & Halske, Opta-Radio u. a.
Die russische Kommission hatte bis zum 30. Juni 1945 Bewegungsfreiheit in ganz Berlin, da die westlichen Alliierten erst am 1. Juli ihre Besatzungssektoren einnahmen, was auch intensiv genutzt wurde. Das „Beutegut“ wurde nach Oberschöneweide in die ehemalige AEG-Röhrenfabrik Oberspree (RFO, heutiger Behrensbau) transportiert, um es dort auszuwerten und ggf. als Grundlage für Nachentwicklungen zu nutzen. Die Fertigungsanlagen, obwohl auch hier schon mit der Demontage begonnen worden war, boten die Voraussetzungen für die Aufnahme einer Labor- und Versuchsfertigung, die als Forschungs- und Entwicklungsstätte für alle Fragen der Hochfrequenztechnik, Röhrenbauelemente und die verschiedensten Geräte wie Radar, Richtfunk, Fernnavigation usw. dienten.
Aufgabe und Ziel des LKVO war der Einsatz von deutschen Spezialisten für die Weiterentwicklung der Elektrovakuumtechnik, der Messtechnik im Bereich der Hochfrequenztechnik sowie die Entwicklung von Röhren für den Rundfunk, die den Wissenstransfer in die Sowjetunion vorbereiten sollten. Zu diesem Zwecke sollten im LKVO sowjetische Spezialisten und Arbeiter ausgebildet, ausführliche Dokumentationen auf russisch zu Konstruktionen und Fabrikationsverfahren erstellt, Produkte im sowjetischen Auftrag entwickelt und auch die Unterlagen anderer technischer Firmen bearbeitet und übersetzt werden.
Da das LKVO und später das OSW Sowjetische Aktiengesellschaften (SAG) waren, galt für diese Betriebe nach der Interpretation der Sowjets nicht das von den Alliierten gemeinsame erlassene Verbot, dass auf deutschem Boden keine Rüstungstechnologie hergestellt werden dürfe.

## Organisation und Leitung des LKVO

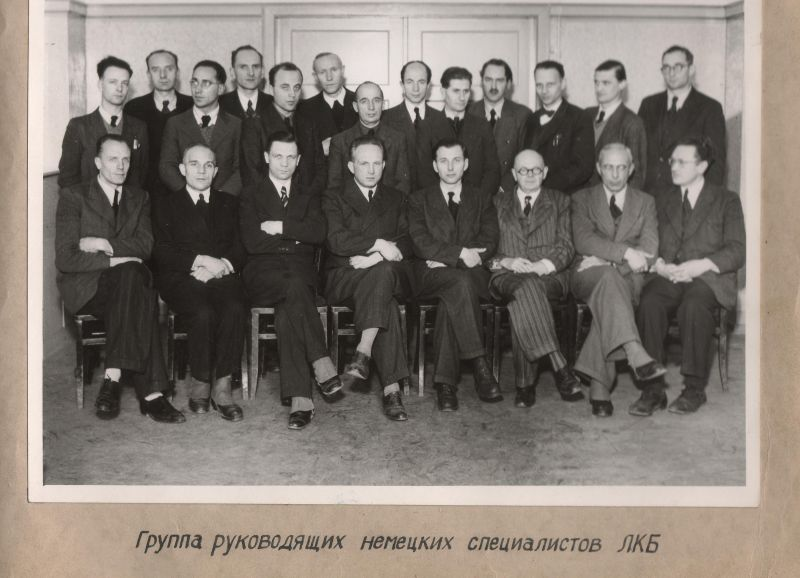
Die deutschen Abteilungsleiter des LKVO im Oktober 1946 kurz vor der Aktion Ossawakim. Stehend v. l. n. r.: Fogy, Jürgens, Kaufmann, Grimm, Fritz, Hülster, Feußner, Palme, Schiffel, Bechmann, Hagen, Kettel, unbekannt, sitzend: Rosenstein, Herzog, Granitza, Karl Steimel, Fritz Spiegel, Gruner, Kurt Richter, Paul Kotowski

Gezielt wurden Physiker, Chemiker und andere handwerkliche Spezialisten überwiegend aus der Berliner Elektroindustrie angeworben, insbesondere aus den Röhrenfabriken. Zum Beispiel arbeitete auch Walter Bruch 1945/1946 im LKVO. Die Belegschaft wuchs bis Oktober 1946 auf rund 2000 Mitarbeiter an, da die Berliner Elektrotechnische Industrie in den Westsektoren zunächst nicht wieder in Gang gekommen war und das LKVO Arbeitsplätze bot.
Offiziell unterstand das LKVO dem sowjetischen Ministerium für Elektroindustrie. Zum deutschen Direktor des LKVO wurde Karl Steimel und zum Chefingenieur und 1. Stellvertreter des Direktors Fritz Spiegel ernannt, beide vorher bei Telefunken, die dem sowjetischen Werkleiter Major Wildgrube unterstanden. Technischer Leiter auf dem Gebiet der Vakuumtechnik (Röhrentechnik) war der sowjetische Oberstleutnant Boldyr, der sowjetische Major Bogolubo war als Stellvertreter des Bevollmächtigten in der Filiale „Schönhauser Allee“, der ehemaligen Schultheißbrauerei, heute: Kulturbrauerei. In den Tiefkellern der Brauerei war 1944 die Telefunken-Fertigung von Glühkathoden für Elektronenröhren vor alliierten Luftangriffen geschützt untergebracht gewesen.
Im Juli 1946 gab es fünf große Bereiche im LKVO bzw. OSW: den Bereich Röhren mit den Hauptabteilungen Sende- und Empfängerröhren und Bildröhren, den Bereich Bauelemente mit den Hauptabteilungen Schwingquarze und Widerstände, den Bereich Geräte mit den Hauptabteilungen Impulstechnik, Hochfrequenztechnik, Anlagen und Messtechnik, den Bereich Allgemeine Technik mit der Hauptabteilung Metallurgie, den Bereich Werkstätten mit der Hauptabteilung Kondensatoren: Zum Bereich Werkstätten gehörten Konstruktion, Werkzeugbau, Prüf- und Messmittelbau, Glasbearbeitung, Teileherstellung, Kathodenfertigung, Röhrenaufbau, Pumpe und Prüffelder.
Vorrangig war die Nachentwicklung der von Telefunken stammenden Technologie der Metallkeramik-Höchstfrequenzröhren, z. B. LD6…LD12., sowie die des amerikanischen Klystrons 723A/B, des Weiteren Sperrröhren für die Radartechnik, Hochleistungsthyratron S15/150 als Ersatzröhre für den in die Sowjetunion geschafften 1000 kW-Langwellensender „Goliath“ der Marine. Die zu entwickelnde Röhrenpalette war breit gefächert. Auch wurden Versuche mit Fernsehröhren gemacht, vor allem die Adaption US-amerikanischer Röhren für sowjetische Fernseher.

## Das Ende des LKVO

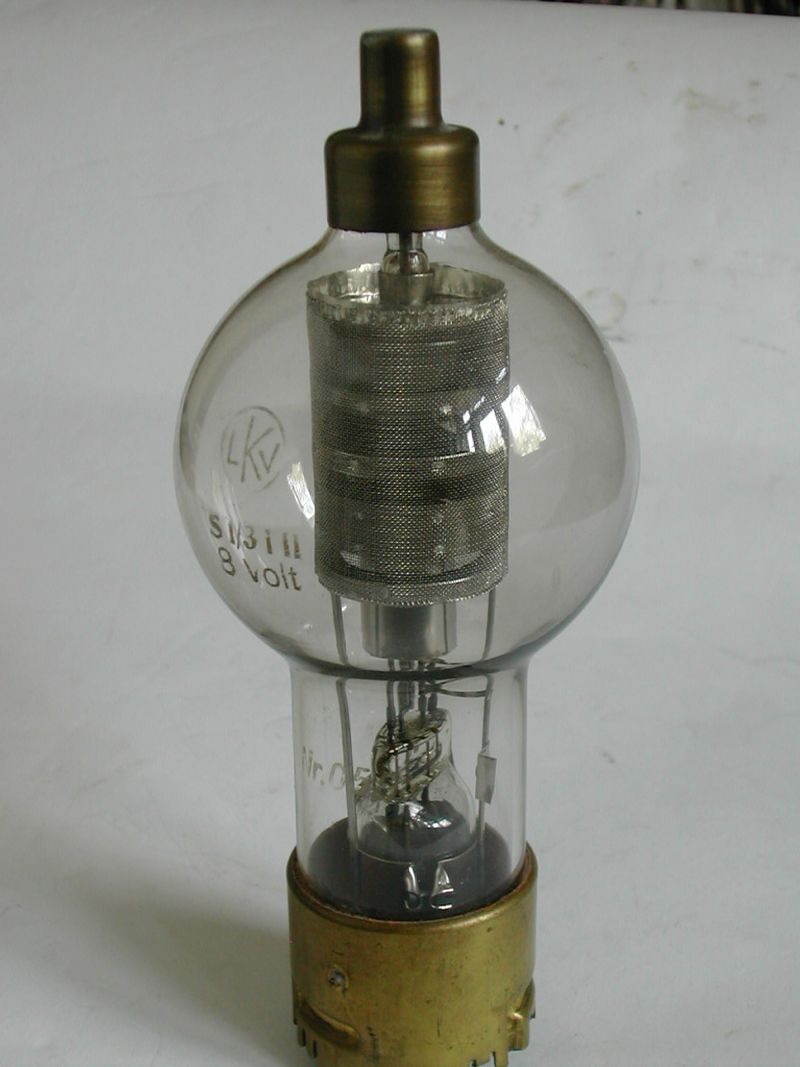
Thyratron, gefertigt 1945/1946 im LKVO, wie die Aufschrift auf dem Kolben zeigt

Im Juli 1946 erfolgte die Umbenennung des LKVO in Oberspreewerk und es erhielt die Rechtsform einer SAG. Seine herausragende Bedeutung als Zentrum der elektrotechnischen Forschung und Entwicklung verlor das OSW mit der Aktion Ossawakim. Am 22. Oktober 1946 wurden 230 Mitarbeiter aus der Forschung und Entwicklung mit ihren Familien in die Sowjetunion verschleppt, wo sie ein etwa fünf Jahre dauerndes Arbeitsverhältnis in Frjasino, unweit von Moskau antreten mussten. Nur wenige kehrten danach an ihren Arbeitsplatz in Ost-Berlin zurück, die meisten bevorzugten nach Ablauf der fünf Jahre, in die BRD zu gehen.
Nach dem „Fortgang“ der Spezialisten fand eine zweite Demontagewelle im Werk statt, das aber dennoch seinen Betrieb weiterführen konnte. Ab 1950 wurden hier die Bildschirmröhren für den russischen Fernseher Leningrad T-2 hergestellt, die als Reparationsleistungen in die Sowjetunion geliefert wurden. In den 1960er Jahren wurde das Werk für Fernsehelektronik, wie es nun hieß, alleiniger Hersteller von Fernsehbildröhren in der DDR.